# Tecate (Verenigde Staten)
Tecate is een plaats in de Amerikaanse staat Californië, en valt bestuurlijk gezien onder San Diego County. De plaats is bekend vanwege de grensovergang naar de Mexicaanse zusterstad Tecate.

## Demografie
Bij de volkstelling in 2000 werd het aantal inwoners vastgesteld op 207.